# واحد مدیریت حافظه

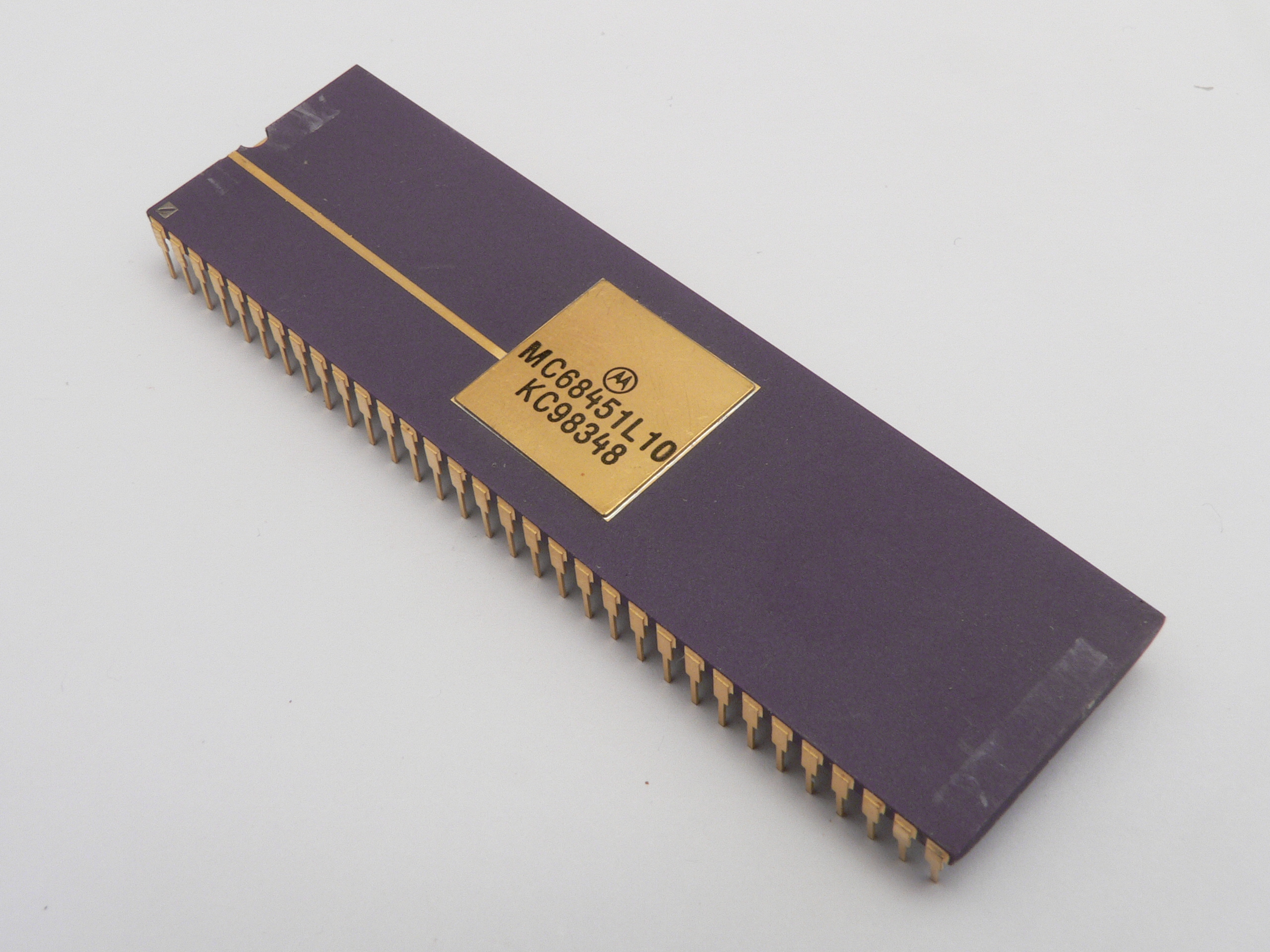
این یک MMU از نوع ۶۸۴۵۱ بود که می‌توانست با موتورولا ۶۸۰۱۰ استفاده شود

واحد مدیریت حافظه (به انگلیسی: Memory management unit)(اختصاری MMU) که گاهی با نام واحد مدیریت حافظه صفحه‌بندی شده یک سخت‌افزار رایانه‌ای که مسئول تبدیل درخواست حافظه از طرف واحد پردازش مرکزی رایانه است. عملکرد آن شامل تبدیل آدرس‌های مجازی به آدرس‌های فیزیکی است (مانند مدیریت حافظهٔ مجازی)، محافظت از حافظه، کنترل کش سی‌پی‌یو، داوری گذرگاه و در معماری‌های ساده‌تر رایانه‌ای (به‌خصوص سامانه‌های ۸-بیتی) Bank switching است.